# Polyscias scopoliae
Polyscias scopoliae là một loài thực vật có hoa trong Họ Cuồng cuồng. Loài này được (Baill.) Lowry miêu tả khoa học đầu tiên năm 2003 publ. 2004.